# José Adelino Dantas

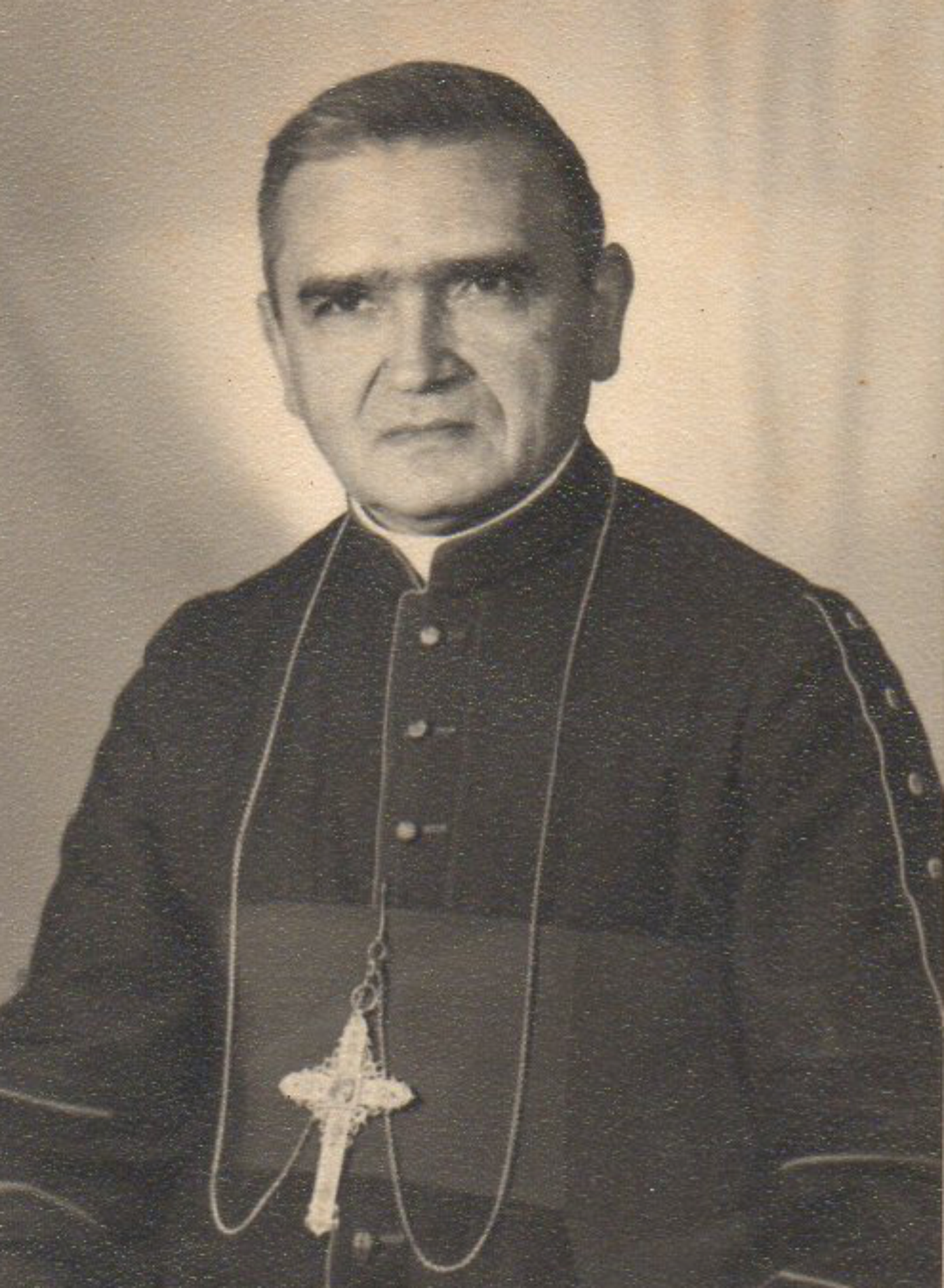
José Adelino Dantas

José Adelino Dantas (* 17. März 1910 in São Vicente, Rio Grande do Norte; † 24. März 1983) war ein brasilianischer Geistlicher und römisch-katholischer Bischof von Ruy Barbosa.

## Leben
José Adelino Dantas empfing am 18. November 1934 das Sakrament der Priesterweihe.
Am 10. Juni 1952 ernannte ihn Papst Pius XII. zum Bischof von Caicó. Der Erzbischof von Natal, Marcolino Esmeraldo de Souza Dantas, spendete ihm am 14. September desselben Jahres die Bischofsweihe; Mitkonsekratoren waren der Bischof von Limoeiro do Norte, Aureliano de Matos, und der Weihbischof in Fortaleza, Elizeu Simões Mendes.
Papst Pius XII. ernannte ihn am 3. Mai 1958 zum Bischof von Garanhuns. Am 20. Februar 1967 bestellte ihn Papst Paul VI. zum Bischof von Ruy Barbosa. Paul VI. nahm am 4. Oktober 1975 das von José Adelino Dantas vorgebrachte Rücktrittsgesuch an.
José Adelino Dantas nahm an allen vier Sitzungsperioden des Zweiten Vatikanischen Konzils teil.